# 石芫乡
石芫乡，是中华人民共和国江西省赣州市赣县区下辖的一个乡镇级行政单位。

## 行政区划
石芫乡下辖以下地区：
石芫村、广教寺村、金盘村、横溪村、沙洲村、广福村和山背村。